# Fluorid xenoničitý

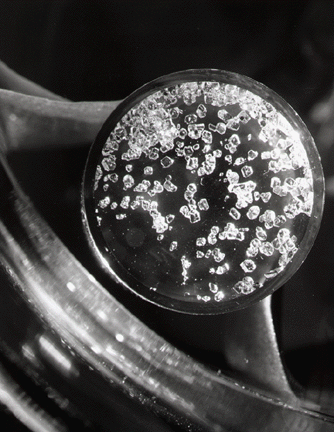
Krystalický fluorid xenoničitý

Fluorid xenoničitý (též xenon tetrafluorid) je bílá krystalická látka. Lze jej připravit zahříváním směsi xenonu s fluorem v objemovém poměru 1:5 na teplotu 400 °C za tlaku 0,6 MPa v kovové nádobě z niklu. Stejně jako fluorid xenonatý XeF2 snadno sublimuje. V pevné a plynné fázi má jeho rovinná molekula tvar čtverce s atomem xenonu ve středu a s atomy fluoru ve vrcholech. Má podobné vlastnosti jako XeF2, ale je silnějším fluoračním činidlem, např.:
2Hg + XeF4 → Xe + 2HgF2
nebo
Pt + XeF4 → Xe + PtF4.
Při práci s touto látku je třeba zabránit kontaktu s vodou, protože okamžitě dochází k hydrolýze, při které se uvolňuje výbušný oxid xenonový:
6 XeF4 + 12 H2O → 2 XeO3 + 4 Xe + 3 O2 + 24HF.

## Použití
Používá se v laboratoři při anorganické syntéze jako fluorační a oxidační činidlo.
- VOHLÍDAL, JIŘÍ; ŠTULÍK, KAREL; JULÁK, ALOIS. Chemické a analytické tabulky. 1. vyd. Praha: Grada Publishing, 1999. ISBN 80-7169-855-5.